# Edouard Philippe
Édouard Charles Philippe (Rouen, 28. studenog 1970.), francuski je političar i bivši predsjednik Vlade Francuske Republike.
Završio je Visoku školu za javnu upravu i bio je član Državnog vijeća (Visoki upravni sud). U razdoblju od 2002. do 2004. godine bio je poslovni direktor glavne stranke desnog centra UMP, pod vodstvom Alaina Juppéa. Radio je i u odvjetničkom društvu Debevoise & Plimpton LLP. Od 2007. do 2010. bio je direktor za odnose s javnošću u velikoj međunarodnoj energetskoj tvrtci Areva. Gradonačelnik Le Havrea  (u čijoj luci se nalazi najveći francuski kontejnerski terminal) je od 2010. godine, nakon što je devet godina bio zamjenik gradonačelnika. Od 2012. do 2017. bio je zastupnik u  Nacionalnoj skupštini u kojoj je bio član Odbora za ustavna pitanja i zakonodavstvo i potpredsjednik radnog tijela za pitanja upravljanja lukama. Dana 15. svibnja 2017. francuski predsjednik Emmanuel Macron imenovao ga je predsjednikom Vlade. Dana 3. srpnja 2020. podnio je ostavku na funkciju predsjednika Vlade Francuske Republike. nakon što je dan ranije francuski predsjednik Emmanuel Macron za regionalne medije izjavio kako nakon loših izbornih rezultata njegove stranke na lokalnim izborima 2020. godine želi zacrtati novi put s novom vladom. Istoga dana na funkciji premijera naslijedio ga je Jean Castex .